# ميثاق منظمة التعاون الإسلامي
ميثاق منظمة التعاون الإسلامي (بالإنجليزية: Charter of the Organisation of Islamic Cooperation أو OIC Charter) هو المعاهدة التأسيسية لمنظمة التعاون الإسلامي. تستند مبادئه التأسيسية إلى 18 فصلاً تحافظ بشكل موضوعي على هدف ومهام وأسس منظمة التعاون الإسلامي، والتي هي منظمة حكومية دولية تأسست عام 1969. تم التوقيع على ميثاق منظمة التعاون الإسلامي رسميًا في 25 سبتمبر 1969 من قبل الدول الأعضاء البالغ عددها 57 دولة، بما في ذلك 5 دول مراقبة. في 14 مارس 2008، تمت مراجعة الميثاق من قبل القمة الحادية عشرة المنعقدة في دكار بالسنغال.
يحدد ميثاق منظمة التعاون الإسلامي دور المنظمات والمؤسسات، بما في ذلك ست هيئات فرعية، وثماني مؤسسات متخصصة، وسبع عشرة منظمة تابعة، وأربع لجان دائمة، والأمانة العامة، ولجنة مستقلة، والاتحاد البرلماني للدول الأعضاء في منظمة التعاون الإسلامي. كما يُحدد المبادئ التوجيهية والأسس والسياسات والإجراءات الخاصة بمنظمة التعاون الإسلامي.

## ملخص
يتألف الميثاق من 39 مادة موزعة على 18 فصلاً. يحدد كل فصل الأدوار والأهداف المتنوعة لمنظمة التعاون الإسلامي ورسالتها في العالم الإسلامي.